# جوناثان ديفيد براون
جوناثان ديفيد براون (بالإنجليزية: Jonathan David Brown)‏ هو منتج أسطوانات ومهندس الصوت وملحن أمريكي، ولد في 20 نوفمبر 1955 في أوكلاهوما سيتي في الولايات المتحدة، وتوفي في 27 سبتمبر 2016 في أوزارك في الولايات المتحدة.

## وصلات خارجية
- جوناثان ديفيد براون على موقع ميوزك برينز (الإنجليزية)
- جوناثان ديفيد براون على موقع ديسكوغز (الإنجليزية)